# Aeroportul Internațional Roma–Fiumicino „Leonardo da Vinci”
Aeroportul Internațional Roma-Fiumicino „Leonardo da Vinci” (italiană Fiumicino – Aeroporto Internazionale Leonardo da Vinci; IATA: FCO, ICAO: LIRF), localizat în Fiumicino, la 35 km vest-sud-vest de centrul Romei, este cel mai mare și mai aglomerat aeroport din Italia. Acest aeroport este hub pentru ITA Airways,  compania națională a Italiei.
În 2012, aeroportul a fost tranzitat de 36.980.911 de pasageri, ceea ce reprezintă o scădeere de 1,8% față de anul 2011, și au fost efectuate 309.719 de mișcări de aeronave.

## Destinații
La momentul actual (sept 2024) următoarele aeroporturi din România au legătruri directe cu acest aeroport:  Bacău, Brașov, București, Cluj-Napoca, Iași, Suceava, Timișoara.